# Eparchia di Penza

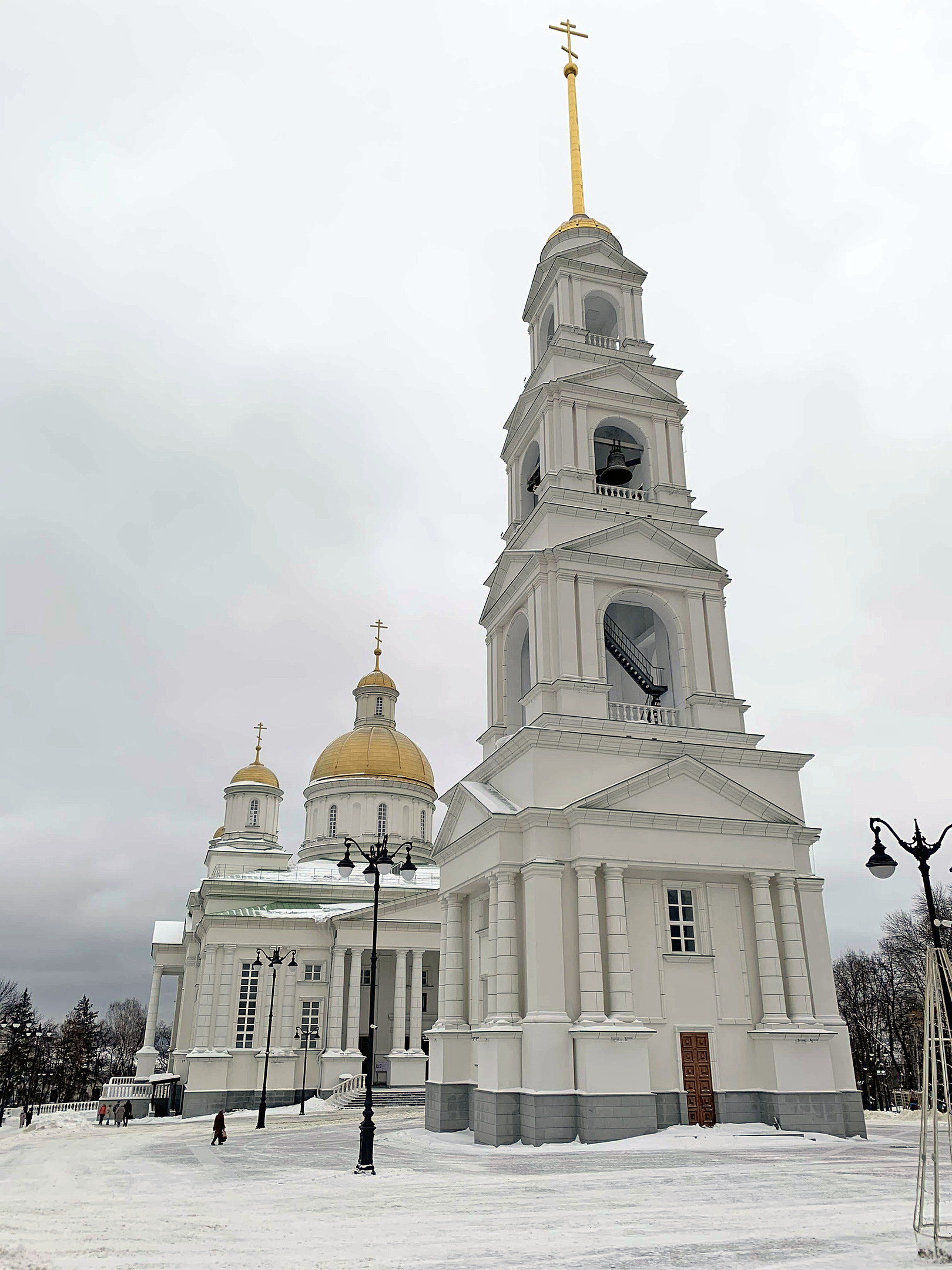
La cattedrale del Salvatore Misericordioso di Penza.

L'eparchia di Penza (in russo Пензенская епархия?) è una diocesi della Chiesa ortodossa russa, appartenente alla metropolia di Penza.

## Territorio
L'eparchia comprende le città di Penza e di Zarečnyj, e i rajon Bessonovskij, Gorodiščenskij, Kamenskij, Mokšanskij, Nižnelomovskij, Penzenskij e Šemyšejskij nell'oblast' di Penza.
Sede eparchiale è Penza, dove si trova la cattedrale del Salvatore Misericordioso.
L'eparca ha il titolo ufficiale di «metropolita di Penza e Nižnij Lomov».

## Storia
L'eparchia è stata eretta il 27 ottobre 1799 ricavando la maggior parte del suo territorio dall'eparchia di Tambov. Successivamente cedette porzioni di territorio a vantaggio dell'erezione delle eparchie di Saratov nel 1828, e di Saransk nel 1928 e ancora nel 1991.
Per decisione del Santo Sinodo della Chiesa ortodossa russa, il 26 luglio 2012 fu istituita la metropolia di Penza e contestualmente l'eparchia fu nuovamente divisa, dando origine alle eparchie di Kuzneck e di Serdobsk.